# 塩田将大
塩田 将大（しおだ まさひろ、1988年7月2日 -）は、日本の武道家、合気道家、起業家。
祖父は合気道家で漫画バキシリーズの渋川豪気のモデルともなった塩田剛三。

## 来歴
- 1988年 東京都練馬区に塩田泰久の長男として生まれる[1]。
- 2011年 養神館合気道国際専修生となる。
- 2012年 養神館合気道で世話人となり、警視庁やあらゆる世代に合気道を教える
- 2014年 塩田合気道道場長として就任
- 2021年  オンラインサロン「ニッチな合気道をOPENに」を設立
- 2022年  フランス・ドイツarte局より日本の顔100選に選出
- 2023年  ナイジェリア合気道顧問就任

## 人物
身長167cm 体重60Kg 東京理科大学卒業。大学2年より本格的に合気道を始める。

## 出演

### TV
- 百識王（2011年）
- 出川一茂ホラン☆フシギの会（2022年）[4]

### 雑誌
- 音楽と人
- 月間秘伝2019年12月号
- 月間秘伝2021年2月号[5]